# Zvonimir Wyroubal
Zvonimir Wyroubal (1900. – 1990.) bio je jedan od prvih školovanih hrvatskih konzervatora restauratora. Slikarstvo je studirao u Zagrebu 1916. – 1917., te je studij nastavio u Beču, Parizu i Italiji. Od 1942. – 1946. bio je u Muzeju za umjetnost i obrt u Zagrebu zaposlen kao restaurator.Radionica je 1947. preseljena iz muzeja a od 1948. nastavila je djelovati kao Restauratorski zavod Hrvatske akademije znanosti i umjetnosti (ondašnje JAZU). Wyroubal je u zavodu radio do 1964. godine kada je umirovljen, uz napomenu da je od 1948. pa skoro do umirovljenja bio ravnatelj istog.Po umirovljenju bavio se intenzivno numizmatikom. Autor je monografije o Bernardu Bobiću.Također treba spomenuti i da je Wyroubal bio i   autor koncepta prve restauratorske izložbe u Hrvatskoj,održane u Muzeju za umjetnost i obrt 1946.
Surađivao je s prvom hrvatskom konzervatoricom restauratoricom Stanislavom Deklevom.
Od 2012. na godišnjim susretima studenata konzervacije restauracije za najbolje usmene i Powerpoint(R) prezentacije te plakate dodjeljuje se nagrada "Zvonimir Wyroubal".

## Vanjske poveznice
- Sunara,S.M. Restauriranje poliptiha Vittorea Carpaccia iz zadarske katedrale nakon Drugog svjetskog rata.